# 殷渠
殷渠（1508年—1566年），字伯清，號中川，直隸大名府開州長垣縣人，民籍，明朝政治人物。

## 生平
嘉靖二十八年（1549年）己酉科順天府鄉試第九十九名舉人。嘉靖四十四年（1565年）中式乙丑科會試第八十一名，三甲第二百一十八名進士。兵部观政，本年十二月授赵城知县，改任教授，卒。

## 家族
曾祖殷翥；祖父殷富，七品散官；父殷軾，巡檢。母楊氏。